# Izolált zsugorodás

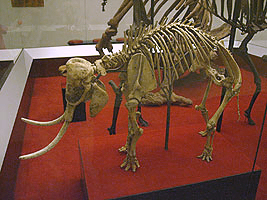
Törpe elefánt csontváza Kréta szigetéről

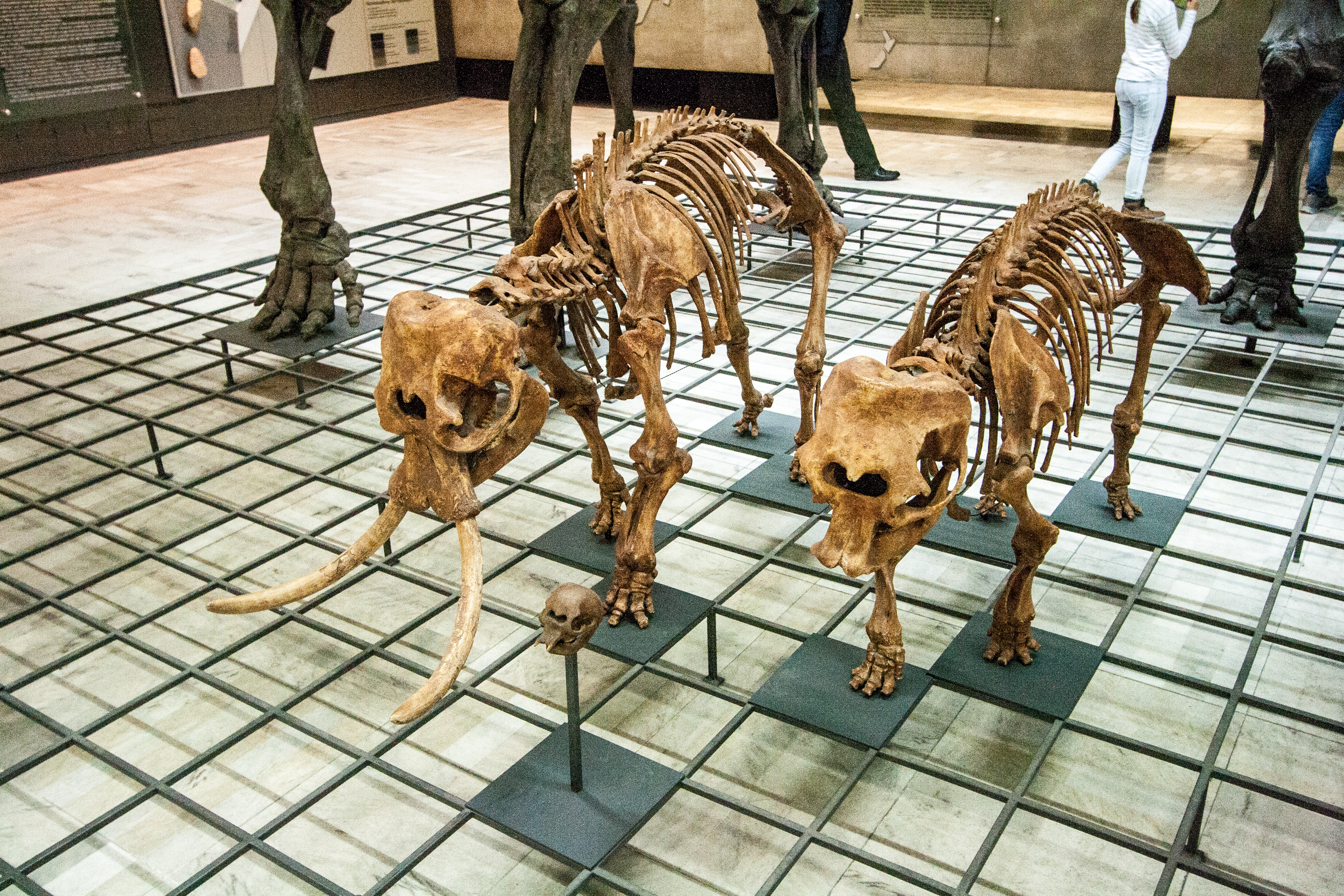
Szicíliai törpeelefántok csontváza a frankfurti Senckenberg Naturmuseumban

Az izolált zsugorodás a törzsfejlődési törpenövés egyik formája, amelynek során nagy testű állatok – főleg emlősök, de megfigyelték dinoszauruszok maradványainál is – méretei jelentős mértékben lecsökkennek elszigetelt körülmények között. A szigeteken kialakuló törpenövés jelenségét már Nopcsa Ferenc felvetette a 20. század elején a Magyarosaurus maradványainak vizsgálata során; gondolatát azóta a tudósok széles körben elfogadták. Ellentéte, az elszigetelt biológiai fejlődés másik példája a szigeti óriásnövés.

## Kialakulása
A folyamat térben és időben változatosan fordult elő a törzsfejlődés során. A jelenséget a tudósok több okkal is magyarázták. Az egyik szerint ez a szervezet genetikailag kódolt válasza a környezeti stresszre, a másik szerint a rendelkezésre álló táplálék szűkössége miatt a kisebb testméretű állatoknak nagyobbak az esélyei a túlélésre. A populációgenetika genetikai sodródás nevű jelensége sok más elszigetelt populációkra jellemző változással együtt kielégítően magyarázza.
A folyamat nem csak szigeteken, hanem más, a környezettől az adott faj számára elszigetelt helyszíneken is kialakult, így barlangokban, sivatagi oázisokban, elzárt völgyekben.
A jelenség ellenkező előjellel is megjelent a törzsfejlődés során, amikor kisméretű állatok számukra kedvező, de korlátozott térbe kerülve jelentősen megnövekedtek; ez a szigeti óriásnövés vagy izolált gigantizmus.
Erre tipikus példa a dodó, amelynek ősei normális méretű galambfélék voltak, vagy az indonéziai szigetvilágban található Flores szigetén az óriás patkányok kihalt és még jelenleg is élő különböző fajtái, amelyek kortársai voltak a floresi embernek valamint a törpe stegodonoknak is.

## Példák
- Dinoszauruszok, köztük a nemrégiben meghatározott Europasaurus, vagy a Magyarosaurus, Rhabdodon és Telmatosaurus a mezozoikum tengeri szigeteiről, mint amilyen Hátszeg környéke volt a mai Románia területén.
- Törpe lajhárok a földtörténeti közelmúltból Kuba, Hispaniola, és Puerto Rico szigeteiről.
- A Channel-szigeteki törpemamut a kaliforniai  Channel Islands területéről, valamint a kisméretű gyapjas mamutok az alaszkai Szent Pál-szigetről, illetve a Vrangel-szigetről (Vrangel-szigeti gyapjas mamut).
- A földközi-tengeri szigeteken a holocénban kihalt törpe elefántok és vízilovak, amelyek a messinai sókrízis nyomán szigetelődtek el.[2]
- Törpe stegodonok ( az elefántok rokonai, ősi ormányosok) a földtörténeti közelmúltból Flores, Celebesz, Sumba és Timor szigetekről.[3]
- A king-szigeti emu és a kenguru-szigeti emu, mindkettő Ausztrália környező szigetein élt.
- A 2003-ban felfedezett Homo floresiensis, a közelmúltban kihalt floresi ember[4]